# Юлтимерово
Юлтимерово (тат. Юлтимер) — деревня в Сармановском районе Республики Татарстан России. Входит в состав Азалаковского сельского поселения.

## География
Деревня находится в восточной части Татарстана, в лесостепной зоне, в пределах северных отрогов Бугульмино-Белебеевской возвышенности, на берегах реки Иныш, при автодороге 16К-1443, на расстоянии примерно 10 километров (по прямой) к северо-северо-востоку от села Сарманова, административного центра района. Абсолютная высота — 128 метров над уровнем моря.

### Климат
Климат характеризуются как умеренно континентальный, с продолжительной умеренно холодной зимой и коротким тёплым летом. Среднегодовая температура воздуха составляет 3,8 °С. Средняя температура воздуха самого холодного месяца (января) — −12,2 °C; самого тёплого месяца (июля) — 19,7 °C. Безморозный период длится в течение 112—116 дней. Среднегодовое количество атмосферных осадков составляет 460 мм, из которых 340 мм выпадает в период с апреля по октябрь. Снежный покров держится 155—165 дней.

### Часовой пояс
Деревня Юлтимерово, как и весь Татарстан, находится в часовой зоне МСК (московское время). Смещение применяемого времени относительно UTC составляет +3:00.

## История
В «Списке населенных мест по сведениям 1870 года», изданном в 1877 году, населённый пункт упомянут как деревня Юльтемирова 4-го стана Мензелинского уезда Уфимской губернии. Располагалась при речке Юльтемировке, по левую сторону коммерческого тракта из Бирска в Мамадыш, в 48 верстах от уездного города Мензелинска и в 45 верстах от становой квартиры в селе Бережные Челны. В деревне, в 65 дворах жили 505 человек (249 мужчин и 256 женщин, татары, тептяри), были мечеть, училище. Жители занимались земледелием, скотоводством.
По сведениям переписи 1897 года, в деревне Юльтимир Мензелинского уезда Уфимской губернии жили 857 человек (447 мужчин и 410 женщин), все мусульмане.

## Население
Население деревни Юлтимерово в 2011 году составляло 307 человек.

### Национальный состав
Согласно результатам переписи 2002 года, в национальной структуре населения татары составляли 100 % из 305 чел.